# Campionati austriaci di sci alpino 1971
I Campionati austriaci di sci alpino 1971 si svolsero a Jochberg tra il 4 e il 7 marzo; furono assegnati i titoli di discesa libera, slalom gigante, slalom speciale e combinata, sia maschili sia femminili.

## Risultati

### Uomini

#### Discesa libera
| Pos. | Atleta           | Nazione |
| ---- | ---------------- | ------- |
| 1    | Karl Cordin      | Austria |
| 2    | Kurt Engstler    | Austria |
| 3    | Hubert Berchtold | Austria |

Data: 5 marzo

#### Slalom gigante
| Pos. | Atleta             | Nazione |
| ---- | ------------------ | ------- |
| 1    | David Zwilling     | Austria |
| 2    | Josef Pechtl       | Austria |
| 3    | Reinhard Tritscher | Austria |

Data: 6 marzo

#### Slalom speciale
| Pos. | Atleta          | Nazione |
| ---- | --------------- | ------- |
| 1    | Harald Rofner   | Austria |
| 2    | Norbert Wendner | Austria |
| 3    | David Zwilling  | Austria |

Data: 7 marzo

#### Combinata
| Pos. | Atleta             | Nazione |
| ---- | ------------------ | ------- |
| 1    | David Zwilling     | Austria |
| 2    | Josef Pechtl       | Austria |
| 3    | Reinhard Tritscher | Austria |

Data: 5-7 marzo

Classifica stilata attraverso i piazzamenti ottenuti
in discesa libera, slalom gigante e slalom speciale

### Donne

#### Discesa libera
| Pos. | Atleta         | Nazione |
| ---- | -------------- | ------- |
| 1    | Ingrid Gfölner | Austria |
| 2    | Dora Storm     | Austria |
| 3    | Julia Spettel  | Austria |

Data: 4 marzo

#### Slalom gigante
| Pos. | Atleta                | Nazione |
| ---- | --------------------- | ------- |
| 1    | Annemarie Moser-Pröll | Austria |
| 2    | Ingrid Gfölner        | Austria |
| 3    | Anneliese Leibetseder | Austria |

Data: 6 marzo

#### Slalom speciale
| Pos. | Atleta                | Nazione |
| ---- | --------------------- | ------- |
| 1    | Annemarie Moser-Pröll | Austria |
| 2    | Helene Graswander     | Austria |
| 3    | Sigrid Eberle         | Austria |

Data: 5 marzo

#### Combinata
| Pos. | Atleta            | Nazione |
| ---- | ----------------- | ------- |
| 1    | Ingrid Gfölner    | Austria |
| 2    | Julia Spettel     | Austria |
| 3    | Helene Graswander | Austria |

Data: 4-6 marzo

Classifica stilata attraverso i piazzamenti ottenuti
in discesa libera, slalom gigante e slalom speciale